# Remédio Santo
Remédio Santo é uma telenovela portuguesa produzida pela Plural Entertainment e transmitida pela TVI de 16 de maio de 2011 a 15 de setembro de 2012, substituindo  Espírito Indomável e sendo substituída por Destinos Cruzados. A trama foi escrita por António Barreira e dirigida por Hugo de Sousa, ambos já galardoados com um Emmy pela telenovela Meu Amor. É a terceira novela mais longa do canal em número de capítulos; à sua frente estão apenas Anjo Selvagem e A Única Mulher.
Contou com Margarida Marinho, Adriano Luz, Rita Pereira, Sílvia Rizzo e João Catarré como protagonistas.
Ao lado de Rosa Fogo da SIC, a trama foi finalista no Emmy Internacional 2012, na categoria de melhor telenovela.
Foi reposta no canal TVI Ficção entre 18 de fevereiro de 2015 e 25 de fevereiro de 2016, substituindo Flor do Mar e sendo substituída no horário por Espírito Indomável.
Foi novamente reposta na TVI Ficção entre 24 de maio de 2021 e 7 de janeiro de 2022, substituindo Espírito Indomável - A Série e sendo substituída por Quer o Destino.
A novela foi também reexibida entre 5 de novembro de 2018 e 8 de março de 2019, ao início da tarde, na TVI, substituindo Espírito Indomável. Contudo, devido à reformulação de partes das tardes de segunda a sexta da TVI, Remédio Santo viria a passar para as madrugadas do canal a partir de 1 de abril de 2019, sendo que o espaço de emissão que esta reposição da telenovela anteriormente ocupava viria a ser preenchido pela série mexicana Maria Madalena. Em fevereiro de 2025, voltou às madrugadas do canal, substituindo uma reposição de Sedução.

## Sinopse
Há trinta anos, Violante (Margarida Marinho) estava de casamento marcado com o ambicioso Daniel (Almeno Gonçalves), inconformado com a pobre vida que tinha. Sequioso de ascensão social, Daniel não hesitou em trocar a namorada pobre e que esperava um filho seu, pela milionária Eugénia Monforte (Sílvia Rizzo). Eugénia e Violante eram amigas e a traição aconteceu da pior maneira possível. No dia do casamento, Daniel fugiu com Eugénia, deixando Violante no altar, apercebendo-se tarde demais que dinheiro não é sinónimo de felicidade.
Trinta anos depois, Violante vê-se obrigada a regressar de Espanha – para onde foi viver e onde casou por conveniência – para Portugal. Nesse regresso, mata acidentalmente o marido, descobrindo posteriormente que este lhe escondera um filho bastardo durante toda a vida. Sentindo-se enganada, Violante entra em guerra aberta com Armando Ferreira (Adriano Luz), o filho bastardo do marido, com quem tem que disputar a herança do falecido, sendo nessas circunstâncias que acaba por encontrar novamente o amor, ao mesmo tempo que reencontra Daniel, o homem que mais a fizera sofrer.
Na origem desta reviravolta total da vida de Violante, está a sua filha Helena (Rita Pereira), cuja rebeldia e inconsequência não têm limites. Helena está envolvida com Gonçalo Monforte (João Catarré), um dos filhos do antigo namorado da mãe. Tal como o pai fizera no passado, Gonçalo abandona Helena e esta, enlouquecida de amor, inventa que está grávida e vem atrás dele para Portugal, para o obrigar a ficar com ela. Mas Gonçalo não a ama, nem quer saber dela. O seu coração vai pertencer a Aurora (Sara Barradas), sem saber que esta é uma mulher proibida para ele e para todos os homens, pois foi erigida à condição de santa praticamente desde o seu nascimento. Gonçalo e Aurora terão sempre Helena entre eles, disposta a tudo e não olhando a meios para atingir o seu único objetivo: conquistar Gonçalo.
Para além de tudo isto, Violante vê-se de frente para um passado que tentou a todo o custo esquecer e tem de fazer uma escolha: vingar-se de todos aqueles que a prejudicaram no passado ou viver um inesperado, mas arrebatador amor? A decisão não é fácil e o caminho longo, mas será neste reencontro com as origens que Violante reaprenderá a viver.
Em Viseu e na aldeia de Mundão, circulam tipos pitorescos com quem a “espanhola" se irá cruzar e com os quais travará diferentes tipos de relações: Hortense (Sofia Alves), conhecida como “Viúva Branca”, por já ter despachado três maridos, mas ainda ter esperança de encontrar aquele que será o que ficará com ela "até que a morte os separe"; Evangelina (Patrícia Tavares), uma aristocrata falida, que recorre a uma série de disfarces para ganhar dinheiro; as irmãs Muleta Negra – Maria (dos Anjos) Polícia/ Sargento Muleta Negra (Rita Loureiro), Maria (de Jesus) Coveira (Anabela Brígida) e Maria (de Deus) dos Caixões (Julie Seargent) – um caricato trio que lida diariamente com a vida e com a morte, desde a agência funerária Conforto Eterno até aos bailes das viúvas, divorciadas, solteiras e mal casadas que organizam em sua casa, os famosos "salsifrés"; o falso coxo Renato (Rodrigo Menezes), o maior “pintas” da região, que se aproveita da sua suposta deficiência para viver à custa da mulher, Sara (Paula Lobo Antunes), que se mata a trabalhar em prol da família; o pastor Ângelo (Pedro Carvalho), cuja flauta tem poderes mágicos, provocando boas sensações em quem a ouve; até a uma figura misteriosa, vestida de preto, que atravessa o rio durante a noite numa jangada, deixando cartas a determinadas pessoas a avisá-las que morrerão no dia seguinte. Todas estas mortes concretizam-se, estando todas elas ligadas de uma forma ou outra a Violante, como se esta arrastasse consigo uma maldição.
Será que a traição tem remédio? Amor ou vingança? Passado ou presente? Romance, humor, fantasia, santos e demónios, misturam-se num ambiente místico e quase mágico, em que cada um procura um remédio santo para todos os seus males.

## Elenco
- Margarida Marinho - Violante Coelho/Monforte Borges (Protagonista)
- Adriano Luz - Armando Ferreira Borges (Protagonista)
- Rita Pereira - Helena Coelho/Monforte Borges (Antagonista)
- Almeno Gonçalves - Daniel Tavares Monforte (Antagonista)
- Sílvia Rizzo - Eugénia Monforte/Coelho (Protagonista)
- João Catarré - Gonçalo Monforte/Coelho (Protagonista)
- Sara Barradas - Aurora do Rosário, a «Santinha da Luz» (Co-Protagonista)
- Pedro Carvalho - Ângelo Ferreira (Co-Protagonista)
- Rodrigo Menezes (†) - Renato Coelho
- Paula Lobo Antunes - Sara Margarida Saraiva Trindade
- Jorge Corrula - Celso Joaquim Tavares Cardoso
- Patrícia Tavares - Evangelina Bettencourt Resende
- Marcantónio Del Carlo - Padre António Monforte
- Pedro Caeiro - Sebastião (Xião) Monforte
- Rita Loureiro - Maria dos Anjos Muleta Negra, a «Maria Polícia»
- Julie Sargeant - Maria de Deus Muleta Negra, a «Maria dos Caixões»
- Anabela Brígida - Maria de Jesus Muleta Negra, a «Maria Coveira»
- Sabri Lucas - Edgar Muleta Negra Baldé
- Renato Godinho - Fernando Monforte/Coelho
- Marta Melro - Amélia Tavares Cardoso
- Lourenço Ortigão - Miguel Coelho/Monforte Borges
- Sara Santos - Clara (Clarinha) Muleta Negra Baldé

### Actores Convidados
- Cármen Santos - Brígida Coelho
- José Eduardo - José (Zé) Tavares, o «Latinhas»
- Delfina Cruz (†) - Nazaré Ferreira
- José Raposo - José (Zé) Larau
- Maria João Abreu (†) - Cândida Ferreira
- Vítor Norte - José (Zé) Ricardo, o «Zé do Cabedal»
- Vítor de Sousa - Padre Venâncio
- Joana Solnado - Ester/Ema Trindade
- Rui Luís Brás - Vitorino Anselmo / José (Zé) Lúcio
- Laura Galvão - Filó
- Diogo Lopes - Octávio
- Ronaldo Bonacchi - Babel
- Nuno Pardal - Eduardo Sá
- Carlos Areia - José (Zé) Olegário
- Manuel Lourenço - José (Zé) José

### Participação Especial
- Simone de Oliveira - Graça Monforte
- Manuela Maria - Jacinta do Rosário (Protagonista)
- Sofia Alves no papel de Hortense Monforte de Almeida Barros Cabral Larau Ricardo, a «Viúva Branca»
- Nicolau Breyner (†) - Álvaro Borges, o «Espanhol» (1º episódio)

### Elenco Infantil
- Ana Marta Contente - Dora Trindade Coelho
- Francisco Gomes - Zacarias, o «Filho do Diabo»

### Elenco 1981
- Ricardo Castro - Álvaro Borges
- Eva Barros - Violante Coelho/Monforte
- João Catarré - Daniel Tavares
- Diana Nicolau - Eugénia Monforte/Coelho
- Silvia Balancho - Brígida Coelho
- Joana Ribeiro Santos - Nazaré Ferreira

### Elenco Adicional
- Adérito Lopes
- Adriano Carvalho - Incendiário
- Alexandre Ferreira - Realizador
- Anita Guerreiro - Cidália
- Antónia Terrinha
- António Melo
- Cátia Godinho - Manuela
- Daniel Garcia
- David Almeida - Joaquim da Garça
- David Prates
- Dina Santos
- Elisabete Piecho
- Elsa Galvão
- Emanuel Arada
- Eurico Lopes - Jogador
- Fernando Ferrão - André
- Fernando Lupach
- Fernando Martins
- Figueira Cid - Jerónimo
- Filipa Maia - Alice
- Filipa Poupinha - Sónia
- Gonçalo Ferreira
- Hugo Costa Ramos - GNR
- Hugo Tourita
- Inês Aleluia - Daniela
- Isabel Almeida - Deolinda
- Isabel Simões
- Ivo Lucas
- Joana Barradas - Andreia
- Joana Duarte Silva - Assistente Social
- Joana Melo
- João de Carvalho - Padre
- João Maria Pinto - Amílcar Nobre
- João Saboga - Lima
- Jorge Oliveira
- Jorge Silva - Juíz
- José Boavida (†)
- José Neto
- Juan Soutullo - José (Zé) Afonso
- Laura Galvão - Filomena (Filó)
- Lourenço Seruya - Jornalista que entrevista Renato
- Luís Romão - GNR
- Luísa Ortigoso - Adelaide
- Mafalda Teixeira - Magda Sampaio
- Manuel Ferreira - Forasteiro
- Maria João D'Arc
- Maria Simões - Olinda
- Marques D'Arede - Juíz
- Miguel Assis
- Miguel Leitão
- Miguel Raposo - Cego
- Miguel Sá Monteiro
- Nuno Figueira
- Nuno Porfírio
- Óscar Romero - Pablo
- Paula Marques
- Pedro Calvinho - Advogado
- Pedro Rodrigues - Mike
- Peter Michael - Advogado
- Rodrigo Soares - Amílcar
- Rogério Jacques
- Rúben Varela
- Ruy Castelar - José (Zé)
- Santiago Romero - Baltazar
- Sílvia Marques
- Sofia de Portugal
- Sofia Mota - Diana
- Sónia Costa
- Teresa Mónica
- Tiago Soares
- Tina Barbosa - Ludovina

## Banda Sonora
- Marta Plantier - Remédio Santo (Tema de Genérico)
- Deolinda - Passou por mim e sorriu  (Tema da Aurora)
- Pablo Alborán - Solamente Tú (Tema de Violante e Armando)
- Enrique Iglesias e Luis Represas - Cuando me enamoro (Tema de Violante e Armando)
- Dazkarieh - Tempo Chão
- Margarida Pinto – Vertigo Acidental
- Paulo Praça – Tudo O Que Eu Tenho Para Dar (Tema de Armando)
- Os Eléctricos – Canção da Papoila
- La Fronteira feat Miguel Ângelo – Vento Para Aterrisar (Tema de Gonçalo)
- Samuel Úria – Não Arrastes O Meu Caixão (Tema de Renato)
- Irma Ribeiro - Killing me Softly
- Tiago Bettencourt & Mantha – O Jardim (Tema de Miguel e Clarinha e mais tarde de Emma/Ester)
- Rihanna - Russian Roulette (Tema de Helena)
- Luisa Sobral - Not There Yet (Tema de Amélia)
- Luisa Sobral - Xico
- Susana Félix - Bem-Vindo
- Adriana - Sem Fazer Planos
- A Caruma - Nossa Senhora do SIS (Tema das irmãs Muleta Negra)
- André Sardet - Roubo-te um Beijo (Tema de Gonçalo e Aurora)
- Aurea - The Only Thing that I Wanted
- Atlântida - Na Calma dos teus Olhos (Tema de Jacinta)
- João Girão e Diana Basto - Truque do Amor (Tema de Sara e Celso)
- Rita Guerra - Só quando já for tarde de mais (Tema de Eugénia)
- Cintura - Um café só (Tema de Amélia e Fernando)
- Tony Carreira - A Saudade de ti (Tema de Violante)
- Bon Jovi - What Do You Got (Tema de Celso)
- Cabaret Fortuna - Se der fisgada, avanço! (Tema de Hortense)
- Cabaret Fortuna - O pecado mora ao lado (Tema de Sebastião)

## Audiência
| Horário                  | # Eps. | Estreia            | Estreia           | Final                  | Final           | Posição | Temporada | Classificação geral |
| Horário                  | # Eps. | Data               | Primeiro capítulo | Data                   | Último capítulo | Posição | Temporada | Classificação geral |
| ------------------------ | ------ | ------------------ | ----------------- | ---------------------- | --------------- | ------- | --------- | ------------------- |
| Segunda a sábado - 23h00 | 368    | 16 de maio de 2011 | 14                | 15 de setembro de 2012 | 13              | #1      | 2011-2012 | 11                  |

O primeiro episódio atingiu um dos piores resultados de estreias de telenovelas da TVI, com 14,3% de audiência e 37,5% de share, liderando, ainda assim, o seu horário. A sua maior audiência foi atingida no dia 21 de setembro de 2011, quando registou 14,6% de audiência. Já o episódio de menor audiência atingiu 6,7% de audiência. O seu desfecho exibido às 23:00 atingiu 12,8% de audiência e 36,1% de share. Teve média final de 10,5% de audiência média e 30,4% de share.

## Prémios
| Ano  | Prémio                     | Categoria                        | Resultado |
| ---- | -------------------------- | -------------------------------- | --------- |
| 2011 | Troféus TV 7 Dias          | Melhor Telenovela                | Venceu    |
| 2011 | Prémios Emmy Internacional | Melhor Telenovela                | Indicado  |
| 2012 | Troféus TV 7 Dias          | Melhor Telenovela                | Venceu    |
| 2012 | Troféu TV 7 Dias           | Melhor Atriz - Margarida Marinho | Indicado  |

## Curiosidades
- Esta foi a primeira novela em Portugal desde Filha do Mar em que o público teve a oportunidade de escolher o fim da mesma, já que existiam três finais alternativos disponíveis para votação.[6]
- Foi a terceira telenovela portuguesa (e segunda da TVI) a ser nomeada para os Prémios Emmy Internacional, na categoria de Melhor Telenovela.[1]
- A maior parte das gravações passavam-se na cidade de Viseu, mais concretamente na aldeia de Mundão.